# Arūnas Dulkys
Arūnas Dulkys, né le 28 octobre 1972 à Šilutė, est un économiste et homme politique lituanien.
De 2020 à 2024, il est ministre de la santé dans le Gouvernement Šimonytė.

## Biographie
En 1990, il entre à l'université de Vilnius et étudie la finance et le crédit. En 1995, il est diplômé de cette dernière avec la qualification d'économiste.
De 1992 à 1996, à la banque de Lituanie, il occupe le poste de caissier, chef adjoint, chef et chef des unités des opérations de trésorerie des banques commerciales.
En 1996, il devient directeur du département trésorerie de la banque de Lituanie. Il occupe ce poste jusqu'en 2004. 
Le 11 décembre 2020, il est nommé ministre de la santé dans le Gouvernement Šimonytė.